# Catastia
Catastia is een geslacht van vlinders van de familie snuitmotten (Pyralidae), uit de onderfamilie Phycitinae.

## Soorten
- C. acraspedella Staudinger, 1879
- C. actualis Hulst, 1886
- C. bistriatella Hulst, 1895
- C. incorruscella Hulst, 1895
- C. kistrandella Opheim, 1963
- C. marginea (Denis & Schiffermüller, 1775)
- C. uniformalis Hampson, 1903